# Can Roure (Bigues)
Can Roure és una masia a Bigues (poble del Vallès). És al sector sud-oriental del terme municipal de Bigues i Riells, a la dreta del Tenes i al sud de Can Masponç, entre les urbanitzacions de la Font del Bou, que queda al sud-est del Forn de Can Masponç, i Font Granada, que en queda a ponent. És al costat i al nord del Forn de Can Masponç i a prop i al nord-nord-est de Can Llor, a l'esquerra del Torrent de la Font del Bou, just al costat de ponent del Pla de Can Masponç. És un antic forn de terrissa, pertanyent a la masia de Can Masponç, convertit amb el pas del temps en masia individualitzada, de primer per a hostatjar l'encarregat de la propera pedrera de Can Masponç. Està inclosa en el Catàleg de masies i cases rurals de Bigues i Riells.